# Timothy Bradley
Timothy Bradley (ur. 29 sierpnia 1983) – amerykański bokser, aktualny zawodowy mistrz świata organizacji WBO w wadze półśredniej oraz były mistrz federacji WBC i WBO w kategorii junior półśredniej (do 140 funtów).

## Kariera amatorska
W sierpniu 2001 zwyciężył w mistrzostwach Stanów Zjednoczonych do lat 19. W ćwierćfinale turnieju, który miał miejsce w Fort Worth pokonał Timothy'ego Colemana, wygrywając z nim na punkty  (26:8). W półfinale podobną przewagą punktową (25:8) pokonał Davida Ramosa, a w finale kategorii półśredniej wyeliminował Michaela Andrade, pokonując go wyraźnie na punkty (19:2). W kwietniu 2002 rywalizował na mistrzostwach Stanów Zjednoczonych, które rozgrywane były w Las Vegas. W 1/16 finału kategorii półśredniej pokonał na punkty (11:4) Brenta Rodriguesa, w 1/8 finału wyeliminował Johna Askewa, wygrywając na punkty (22:3), a w ćwierćfinale przegrał minimalnie na punkty (10:11) z Juanem McPhersonem. 
11 listopada 2002 był w kadrze na mecz drużyny USA z drużyną Anglii. W Londynie pokonał na punkty (16:13) Anglika Darrena Barkera, a drużyna USA zwyciężyła w tym spotkaniu 8:6. W marcu 2003 rywalizował na mistrzostwach Stanów Zjednoczonych w Colorado Springs. W 1/16 finału kategorii półśredniej pokonał na punkty (17:11) Brenta Rodriguesa, w 1/8 finału wyeliminował Glena Dunningsa, wygrywając na punkty (16:4), w ćwierćfinale pokonał na punkty (2:1) Durrella Richardsona, a w półfinale przegrał na punkty (7:14) z Andre Berto, kończąc rywalizację na trzecim miejscu. W maju 2003 rywalizował w turnieju 76. edycji turnieju Golden Gloves w Las Vegas. Bradley doszedł do finału kategorii półśredniej, przegrywając w nim wyraźnie na punkty (0:5) z Andre Berto.

## Kariera zawodowa
Pierwszą zawodową walkę stoczył w sierpniu 2004 roku. 10 maja 2008 roku, w swojej 22 walce, zmierzył się z Juniorem Witterem i niespodziewanie pokonał go na punkty po niejednogłośnej decyzji sędziów, odbierając mu jednocześnie pas mistrzowski organizacji WBC. 13 września tego samego roku, w pierwszej obronie tytułu, pokonał zdecydowanie na punkty Ednera Cherry.
4 kwietnia 2009 roku w walce unifikacyjnej pokonał na punkty mistrza świata WBO, Kendalla Holta. Pod koniec kwietnia tego samego roku federacja WBC odebrała mu tytuł, gdy odmówił wzięcia udziału w obowiązkowej obronie z Devonem Alexandrem. 1 sierpnia 2009 roku zmierzył się z Natem Campbellem w walce o tytuł mistrza świata WBO. W trzeciej rundzie Campbell w wyniku przypadkowego zderzenia głowami doznał dużego rozcięcia skóry nad lewym okiem. Pojedynek został przerwany w przerwie między trzecią i czwartą rundą, ponieważ kontuzja uniemożliwiała bokserowi dalszą walkę. Zwycięzcą został ogłoszony Bradley. Jednak po proteście złożonym przez Campbella kilka tygodni później walka została uznana za nieodbytą, ponieważ kontuzja nie została spowodowana ciosem rywala, lecz przypadkowym zderzeniem głowami.
12 grudnia 2009 roku pokonał zdecydowanie na punkty Lamonta Petersona, który w trzeciej rundzie był liczony.
30 stycznia 2011 wypunktował rywala Devon Alexandra w 10 rundzie czym obronił mistrzostwo świata federacji WBO oraz zdobył pas mistrza federacji WBC, którego został pozbawiony sześć miesięcy później z powodu braku aktywności. 9 czerwca 2012 wygrał przez niejednogłośną decyzją z Mannym Pacquiao zdobywając pas WBO w wadze półśredniej. Według wielu ekspertów to Filipińczyk zasłużył na zwycięstwo. 16 marca 2013 w Carson wygrał jednogłośnie na punkty z Rosjaninem Ruslanem Prowodnikowem (22-1-0).
13 grudnia 2014 w Las Vegas zremisował (115:113, 112:116 i 114:114) z Argentyńczykiem Diego Gabrielem Chávesem (23-2-0).
27 czerwca w kalifornijskim Carson pokonał jednogłośnie na punkty 115:112, 116:112 i 117-111 rodaka Jessie'ego Vargasa (26-1, 9 KO).
2016-04-10 W las Vegas odbyła się po raz trzeci walka z Manny Pacquiao. W 7 rundzie Bradley po raz pierwszy od 31 rund stoczonych z  Pacquiao był liczony powtórzyło się to także w 9  rundzie. Walka skończyła się jednogłośnym wynikiem na niekorzyść Bradleya  (116:110, 116:110, 116:110)